# Bíró Blanka
Böde-Bíró Blanka (Vác, 1994. szeptember 22. –) Európa-bajnoki bronzérmes magyar válogatott kézilabdázó, az FTC-Rail Cargo Hungaria kapusa.

## Pályafutása
Bíró Blanka szülővárosának csapatában, a Váci NKSE-ben kezdett kézilabdázni, és lett élvonalbeli játékos, valamint többször szerepelhetett az EHF-kupában és a Kupagyőztesek Európa-kupájában. Az itt töltött évek alatt sikerült bekerülnie a felnőtt válogatottba is, első világversenye a 2014-es hazai rendezésű Európa-bajnokság volt.
2016 őszétől a Ferencvárosi TC játékosa.
Az idény első felében formája elmaradt a várttól, így nem kapott meghívást az Európa bajnokságra készülő női válogatottba.  Az új év első felében újra remek formába került, nemcsak a hazai bajnokságban, hanem a Bajnokok Ligájában is kiemelkedő teljesítményt nyújtott, és ezáltal csoport másodikként zárta a Ferencváros a csoportmérkőzéseket. Teljesítményét a szakemberek is elismerték, a szezon végén a Bajnokok ligája legjobb fiatal játékosának választották.
2017 április első hétvégéjén a kecskeméti Magyar Kupa döntőjében a Ferencváros óriási csatában legyőzte a Győri Audi ETO KC csapatát, Bíró pedig kiérdemelte a Torna legjobb kapusa díjat.
A 2020-2021-es szezonban bajnoki címet szerzett a csapattal.
Részt vett a 2021 nyarán megrendezett tokiói olimpián. 2022 január végén egy edzésen térdszalagszakadást szenvedett. 2022 decemberében tért vissza a pályára, a Győri ETO ellen vívott győztes bajnokin egyből kiemelkedő teljesítményt nyújtott. A szezon végén megnyerte a Magyar Kupát, a Bajnokok Ligájában pedig döntőt játszott.
Tagja volt a 2024-es párizsi olimpián 6. helyezett magyar csapatnak. A decemberi Európa-bajnokságon a magyar válogatott 12 év után újból bronzérmet szerzett a kontinenstornán, amelynek Bíró Blanka is tagja volt.

## Magánélete
2023 júniusában összeházasodott a huszonötszörös magyar válogatott labdarúgóval, Böde Dániellel. 2025. július 18-án megszületett első gyermekük, aki a Böde Dávid István nevet kapta.

## Sikerei, díjai
- Bajnokok Ligája döntős: 2023
- Magyar bajnok: 2021, 2024
- Magyar kupa-győztes: 2017, 2022, 2023,[15] 2024
- Bajnokok ligája legjobb fiatal játékosa: 2017
- Az év magyar kézilabdázója (2020)[16]